# Señor de las Tribulaciones (Santa Cruz de Tenerife)
La imagen del Señor de las Tribulaciones, también llamado Señor de Santa Cruz, es una talla de busto que representa a Jesucristo de Nazaret en su representación del "Ecce Homo", que se venera en la Iglesia de San Francisco de Asís en la ciudad de Santa Cruz de Tenerife (Islas Canarias, España).
El Señor de las Tribulaciones es la advocación más venerada a la vez que simbólica de Santa Cruz de Tenerife. Es invocado como protector de la ciudad, debido sobre todo a que salvó a la capital tinerfeña de una epidemia de cólera-morbo en 1893. Desde entonces ha estado unido íntimamente a la idiosincrasia y forma de ser de todo santacrucero. Su hermandad es la Real y Venerable Cofradía del Señor de las Tribulaciones.

## Historia
Los orígenes no están del todo claros. La primera noticia documentada es que en 1745 estaba en la capilla del viejo hospital de los Desamparados de Santa Cruz, ubicado donde actualmente se levanta el edificio del Museo de la Naturaleza y la Arqueología. Es posible que la trajese el clérigo don Fernando de Fuentes, ya que fue quien la colocó en dicho hospital, donde ya se le profesaba gran veneración por parte de los enfermos. Este sacerdote dejó la imagen bajo la custodia de don Francisco Tolosa, distinguido capitán que fue protagonista en la victoria frente al almirante Nelson. 

### El milagro del sudor
Parece ser que las familias más pudientes reclamaban la presencia de la imagen en sus casas cuando les azotaba alguna enfermedad. Una de estas familias era la de don José de Carta, quien la trasladó a su domicilio en la primavera de 1795, para obtener la curación de su esposa, doña María Nicolasa Eduardo, gravemente enferma. Tras haber visto la familia que la imagen exudaba gotas de agua en el rostro, don José de Carta avisó a varios testigos, lo que llevó al capitán don Francisco de Tolosa a remitir una carta al vicario de Santa Cruz para que, junto a un notario público, dieran fe de lo visto. En dicha carta, el capitán Tolosa escribía: "se observó una erupción de varias partes del rostro de dicha escultura, al parecer como agua, según lo líquido y cristalino de las gotas que formaba. La recogieron en unos algodones, dejando rastro enjuto. Al poco rato, volvió a repetirse este hecho, por lo que citado José Carta llamó al teniente Pedro Ortiz, que volvió a enjugarla, al creer que el origen de este fenómeno se debía a la proximidad de la lámpara que estaba junto a la talla. Así, se retiró la lámpara y, sin embargo, sucedió lo mismo por tercera vez, ya en presencia de más testigos". Dado que además doña María Nicolasa acabó sanando, se llegó a denominar estos hechos como El Milagro del Sudor, por lo que su fama de prodigiosa creció enormemente. En el año 1802, el capitán Tolosa cedió la imagen al convento franciscano para que su creciente devoción pudiese ser disfrutada por la ciudadanía. En 1849, el convento dominico de la Consolación (que se ubicaba donde actualmente está el Teatro Guimerá) fue derribado y afortunadamente su retablo mayor se trasladó a este templo, habiéndose ubicado al Señor de las Tribulaciones en el nicho inferior, debajo de la Virgen de la Consolación.

### El milagro del cólera
En 1893 se produce en Santa Cruz una terrible epidemia de cólera, supuestamente a raíz de la llegada al puerto del buque italiano Remo. Dos semanas más tarde la epidemia se había extendido, en especial en los barrios de El Cabo, Los Llanos y El Toscal, donde se ubica la parroquia. La población se encomendó al Señor de las Tribulaciones y cuando la epidemia remitió meses más tarde, tras haber dejado 382 fallecidos, la imagen fue sacada en solemne procesión, seguida por innumerables fieles y autoridades, siendo el momento álgido de la comitiva el acto que se celebró en la calle Oriente, una de las más afectadas (donde fallecieron casi todos los vecinos), anunciándose que desde ese momento la calle pasaría a denominarse Señor de las Tribulaciones, lo que se había aprobado en un pleno municipal el 4 de enero de 1894. La actitud del pueblo santacrucero durante la epidemia le valió a la ciudad el título de "Muy Benéfica" y la Cruz de Primera Clase de la Orden Española de Beneficencia.

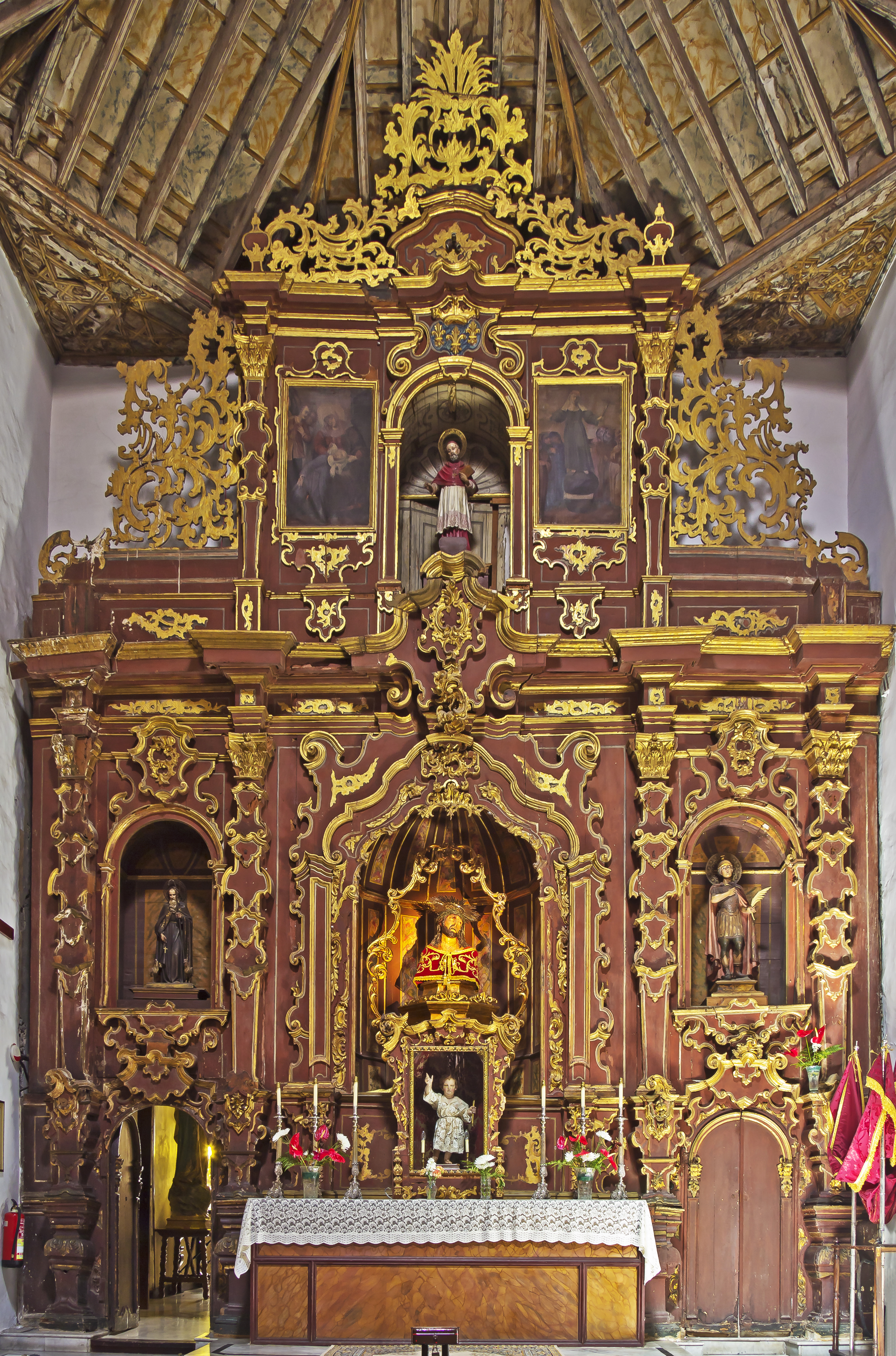
Retablo del Señor de las Tribulaciones en el interior de la Iglesia de San Francisco de Asís.

En 1990 la imagen pasó a ocupar la hornacina central del retablo de la actual capilla que lleva su nombre en una de las naves laterales de la iglesia, más concretamente en la nave de la Epístola. La Capilla del Señor de las Tribulaciones es popularmente conocida como la "Capilla de Los Franceses" y esto se debe a que originalmente la capilla estuvo dedicada a San Luis Rey de Francia. En la actualidad la Real y Venerable Cofradía del Señor de las Tribulaciones es la encargada de la imagen cristológica y de su culto, actualmente cuenta con más de 155 componentes. En 2005, la Casa Real Española aceptó el nombramiento de don Juan Carlos I de Borbón como Hermano Mayor Honorario, mientras que doña Sofía de Grecia aceptó su designación como Camarera de Honor, según consta en el escrito remitido a la cofradía desde Madrid, el 26 de octubre de 2005. De este modo la Cofradía del Señor de las Tribulaciones adquirió el título y la distinción de "Real". Esta cofradía es una de las más importantes y señoriales de la Semana Santa de la ciudad de Santa Cruz de Tenerife y también de la isla de Tenerife. Actualmente el Señor de las Tribulaciones goza de gran devoción en el barrio de El Toscal y en Santa Cruz de Tenerife en general.

### Señor de Santa Cruz
El año 2011 fue muy importante en la historia de la devoción a esta imagen, pues el Excelentísimo Ayuntamiento de Santa Cruz de Tenerife declaró oficial el título hasta entonces popular de "Señor de Santa Cruz". Este título fue aprobado en pleno por parte del ayuntamiento capitalino el 28 de abril de 2011, mientras que la ceremonia de entrega de dicho título se realizó el 23 de mayo de 2012.
Dicha ceremonia fue llevada a cabo en el Salón de Plenos del Ayuntamiento de Santa Cruz de Tenerife, y estuvo presidida por el alcalde de la ciudad, José Manuel Bermúdez Esparza, al acto asistieron además los miembros del consistorio capitalino, así como distintos representantes del Gobierno de Canarias, de la Administración del Estado y otros estamentos regionales y locales. También estuvieron presentes el obispo de la Diócesis de Tenerife y miembros del clero.
Con este reconocimiento se pone fin a una petición histórica tanto de los vecinos del barrio de El Toscal como de todos los santacruceros en general de ver declarado oficialmente a su venerado Cristo como "Señor de la ciudad", siendo además la primera vez que se da un título de este tipo en Santa Cruz de Tenerife. Con esta distinción se reconoce oficialmente al Señor de las Tribulaciones como una de las imágenes más importantes de la ciudad, conjuntamente con los santos patronos de Santa Cruz de Tenerife; Santiago el Mayor, la Santa Cruz y la Virgen de la Consolación.
Para celebrar este acontecimiento histórico en la historia de la ciudad se realizó una exposición en la propia Iglesia de San Francisco de Asís, de objetos y documentos relacionados con la historia y la devoción hacia el Señor de las Tribulaciones, como las actas del Ayuntamiento de Santa Cruz donde se pone de manifiesto el fin del cólera, la petición presentada ante el Consistorio para cambiar el nombre de la calle de Oriente (lugar en el que paró la epidemia) por el de Señor de las Tribulaciones, así como también fotos antiguas y hasta un mapa de cómo era la ciudad en el momento en el que se manifestaron sus milagros. La mayoría de estos documentos fueron cedidos por el Archivo Municipal de Santa Cruz de Tenerife.

### Devoción actual
El 21 de noviembre de 2020, en la festividad de Cristo Rey, la imagen realizó una procesión claustral extraordinaria por las naves de la Iglesia de San Francisco para rogar por la finalización de la pandemia por coronavirus. 
En marzo de 2022 la imagen fue presentada públicamente tras su última restauración. Durante dicha intervención se estableció su factura a finales del siglo XVII y no en el siglo XVIII como se creía hasta entonces. Por otro lado, se descartó que fuera una imagen realizada en pasta de maíz y su posible procedencia americana, como se creía hasta ese momento. Es una imagen realizada enteramente en telas encoladas, hueca en su interior, con armazón de madera rectangular en la base. Se trata de la única imagen realizada enteramente de telas encoladas que se haya identificado en Canarias hasta la fecha. Entre los elementos de su confección destacan fibras de tafetán, cáñamo, lino y yute. La talla está vinculada a la escuela andaluza, posiblemente sevillana.
El 10 de abril de 2024, la imagen del Señor de las Tribulaciones salió en procesión extraordinaria para conmemorar los 130 años del milagro sobre la ciudad y del cambio de nombre de la antigua calle de Oriente por el de calle del Señor de las Tribulaciones. Durante la procesión se descubrió en dicha vía una placa en recuerdo de los 382 fallecidos durante la pandemia de cólera de 1893.

## Descripción de la imagen
La imagen del Señor de las Tribulaciones es una representación del "Ecce Homo", es decir, Jesucristo flagelado, atado y con la corona de espinas, mientras el gobernador romano Poncio Pilato realiza la frase bíblica: "He aquí el hombre" (Juan 19:5). Su advocación hace referencia al Salmo 80 del Antiguo Testamento: "En la tribulación me invocaste y te libré". Como corresponde a muchas de las representaciones del Ecce Homo, la imagen del Señor de las Tribulaciones es de busto. 
Como se ha señalado, tradicionalmente se le atribuía una procedencia americana, concretamente a la llamada escuela quiteña con influencias de la técnica tarasca de elaboración de los Cristos de caña de maíz. El cronista Manuel Hernández González en su descripción del templo franciscano que custodia la imagen escribió: "En el retablo destaca el Señor de las Tribulaciones, obra ecuatoriana que podría emparentarse con el Jesús Nazareno del Padre Carlos de la escuela quiteña del siglo XVII. Fue esculpida con la técnica de la pasta extraída del corazón de la caña del maíz, como la de los indios tarascos de los cristos de Icod y Garachico". En la actualidad sin embargo, se sabe que es una talla realizada en telas encoladas perteneciente posiblemente a la escuela sevillana, con influencias del arte italiano, ya que viene a representar el efectismo de las torturas físicas y el dolor.
La imagen del Señor posee varias túnicas de tela bordadas con hilo de oro de alta calidad textil, que le cubren los hombros y el pecho. Estas túnicas les son cambiadas varias veces al año, generalmente luce túnicas de color vino o rojas cuando se encuentra la imagen en su retablo durante todo el año y moradas (color penitencial), cuando se encuentra en su trono procesional en Semana Santa. A pesar de esto, la imagen es una talla originalmente concebida para mostarla sin mantos y túnicas de tela. El Señor de las Tribulaciones se encuentra coronado con un "solideo" un tipo de corona de oro muy característica en el arte sacro canario que imita los rayos solares. El Cristo posee pequeños regueros de sangre que le caen por las sienes, mientras del rostro brotan lágrimas que bajan hasta su boca entreabierta al mismo tiempo que sus ojos miran hacia el cielo.
La imagen se encuentra durante todo el año en la Parroquia de San Francisco en su capilla en un trono de madera ricamente labrado con motivos dorados, rodeado de un arco de medio punto estilizado también en madera que enmarca la imagen. Durante la Semana Santa la imagen es colocada en un trono similar aunque este es de plata noble, con el sol de ráfagas del mismo material que rodea y enaltece a la talla. El trono procesional estrenó en 2005 cuatro espléndidos faroles de plata procedentes de un taller de orfebrería sevillano. Durante los días de celebración de la Semana Santa este espectacular trono preside el protagonismo del Altar Mayor de la iglesia con un magnífico dosel bordado en oro.

## Restauración de 2022
Aunque parece una talla de madera, se trata en realidad de una imagen de las denominadas "ligeras", esto es, hueca por dentro. Desde mediados del siglo XVI se recurrió en imaginería a técnicas que perseguían lo liviano, como el papelón o fibras vegetales, en oposición a los materiales pétreos o lígneos. En este grupo se puede incluir las esculturas americanas hechas con pasta de maíz, mediante la técnica denominada titsingueri, de las que en Canarias existen hasta ocho crucificados. Ya en el siglo XVII también se empezó a utilizar las telas encoladas, primero como añadido a las esculturas de madera, básicamente para conseguir mayor realismo en las vestimentas, hasta evolucionar a imágenes completas de telas. Todas estas esculturas ligeras tienen grandes ventajas como el bajo coste o la facilidad de transporte, pero el gran inconveniente es su enorme fragilidad al no ser macizas. Como se ha mencionado, durante mucho tiempo se consideró que el Señor de las Tribulaciones era una imagen de origen americano hecho de pasta de maíz. Sin embargo, algún autor ponía en duda dicho origen debido a que esas imágenes americanas poseen cierta rigidez compositiva que no estaba presente en el Señor de las Tribulaciones: "exquisito semblante que parece haber salido de la gubia de un gran maestro del barroco más intenso y dramático". Por tanto, se apuntaba también a algún taller peninsular, probablemente andaluz, pudiéndose datar la obra por su aspecto estilístico entre finales del siglo XVII o principios del siglo XVIII. La profunda y compleja restauración que se le hizo a la imagen en el año 2022 por fin sacó a la luz la realidad. Básicamente, se trata de una escultura realizada con la técnica de vaciado en negativo de tela encolada, lo que descartó por completo la tesis mayoritaria de su fabricación con pasta de maíz y su origen americano. Está completamente hueca en el interior, salvo un armazón de madera con función estructural.

### La técnica de las telas encoladas
Hay dos formas de trabajar las telas encoladas, por un lado mediante su modelado libre, es decir, dándole la forma directamente que se pretende; por otro, mediante la utilización de moldes a los que se les va añadiendo múltiples capas formadas por trozos de tela con el aglutinante. En este segundo caso hay, a su vez, dos opciones: el molde en positivo o en negativo. Este segundo es el más habitual y resumidamente el proceso es el siguiente: una vez realizado un modelado primigenio (habitualmente de barro), a esta escultura se le realiza un molde mediante su cubrición con algún material conglomerante pastoso tipo yeso que, una vez solidificado y retirado de la imagen inicial, queda igual que la escultura original pero de forma invertida (molde negativo o convexo de yeso solidificado). Para poder extraer la imagen original del interior del yeso cubriente, hay que hacerle cortes para poder desmoldarla, quedando así varios moldes. Estos "negativos" se van recubriendo con estratos de trozos de tela encoladas, de tal forma que, una vez seco el aglutinante, se retira en forma una fina capa continua que reproduce la forma de la escultura original de barro. Por cada molde existente se produce un trozo denominado valva, y todas hay que unirlas mediante cosido, para, finalmente, policromar y dar el aspecto final. Tras la restauración, se concluyó que el pecho, cuello y cabeza son un vaciado de tela encolada en negativo, donde se obtuvieron en positivo cuatro partes o valvas, que se cosieron y se ensamblaron. Sobre estas valvas ensambladas, ya con el aspecto anatómico, se añadió la capa roja que rodea el pecho mediante la técnica de modelado libre también de telas y, por último, la corona de espinas, mediante cuatro vueltas de cuerdas encoladas. Dependiendo de la zona, nos encontramos fibras de tafetán, cáñamo, lino y yute. Toda esta compleja técnica permite la repetición en serie de una misma figura, ya que los moldes de yeso pueden ser reutilizados. En consecuencia, es más que probable que existan imágenes gemelas al Señor de las Tribulaciones, que podrían estar en templos del resto de España, incluso en domicilios particulares (el destino más habitual de este tipo de bustos), pero no en Canarias, puesto que no se conocen más imágenes en las islas realizadas con esta técnica, lo que le confiere enorme relevancia artística, al margen de la devocional.

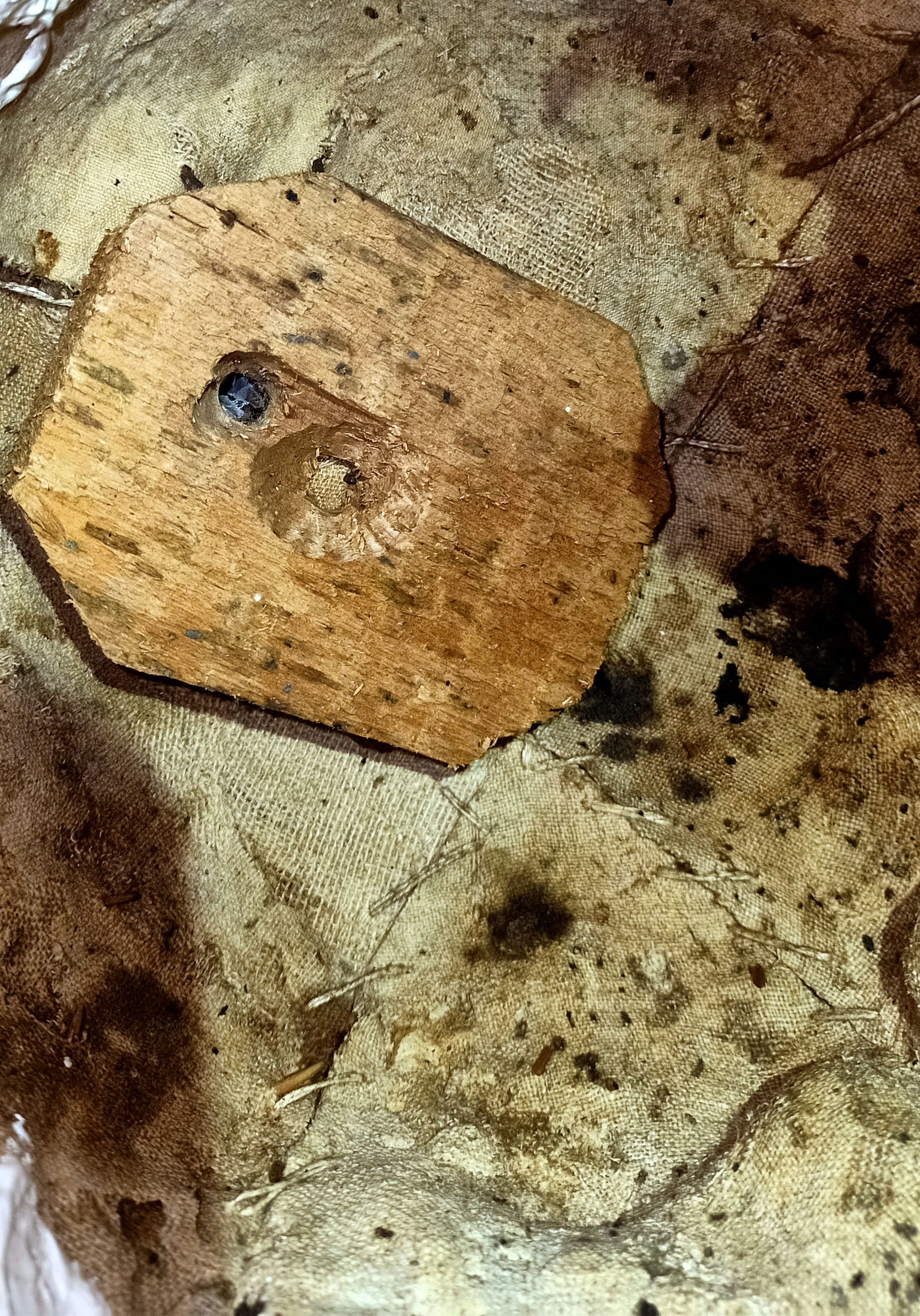
Interior, zona superior de la cabeza con refuerzo de madera para el solio de plata (foto de la restauración, Meritxell Barroso)
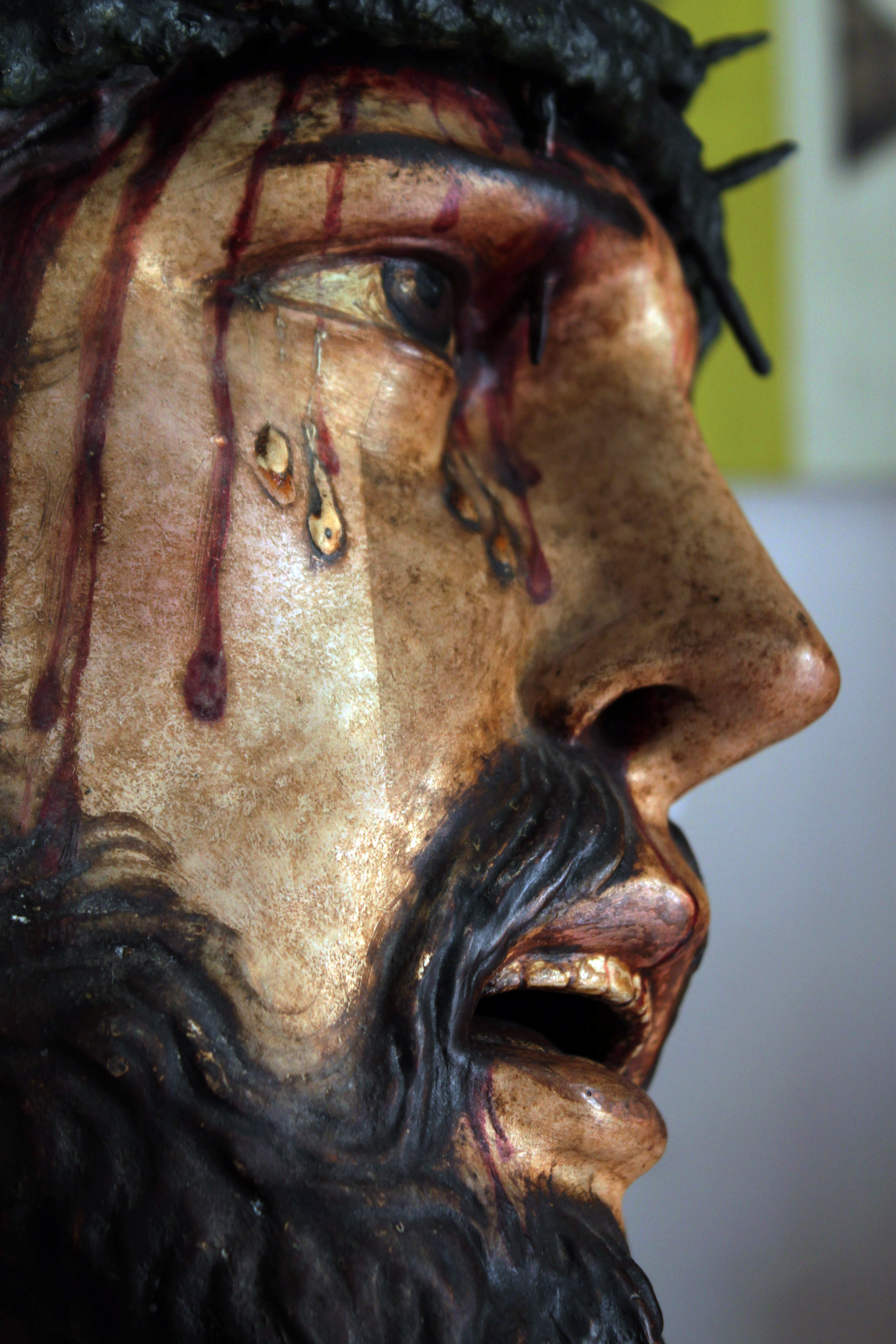
Limpieza del rostro (foto de la restauración, Meritxell Barroso)
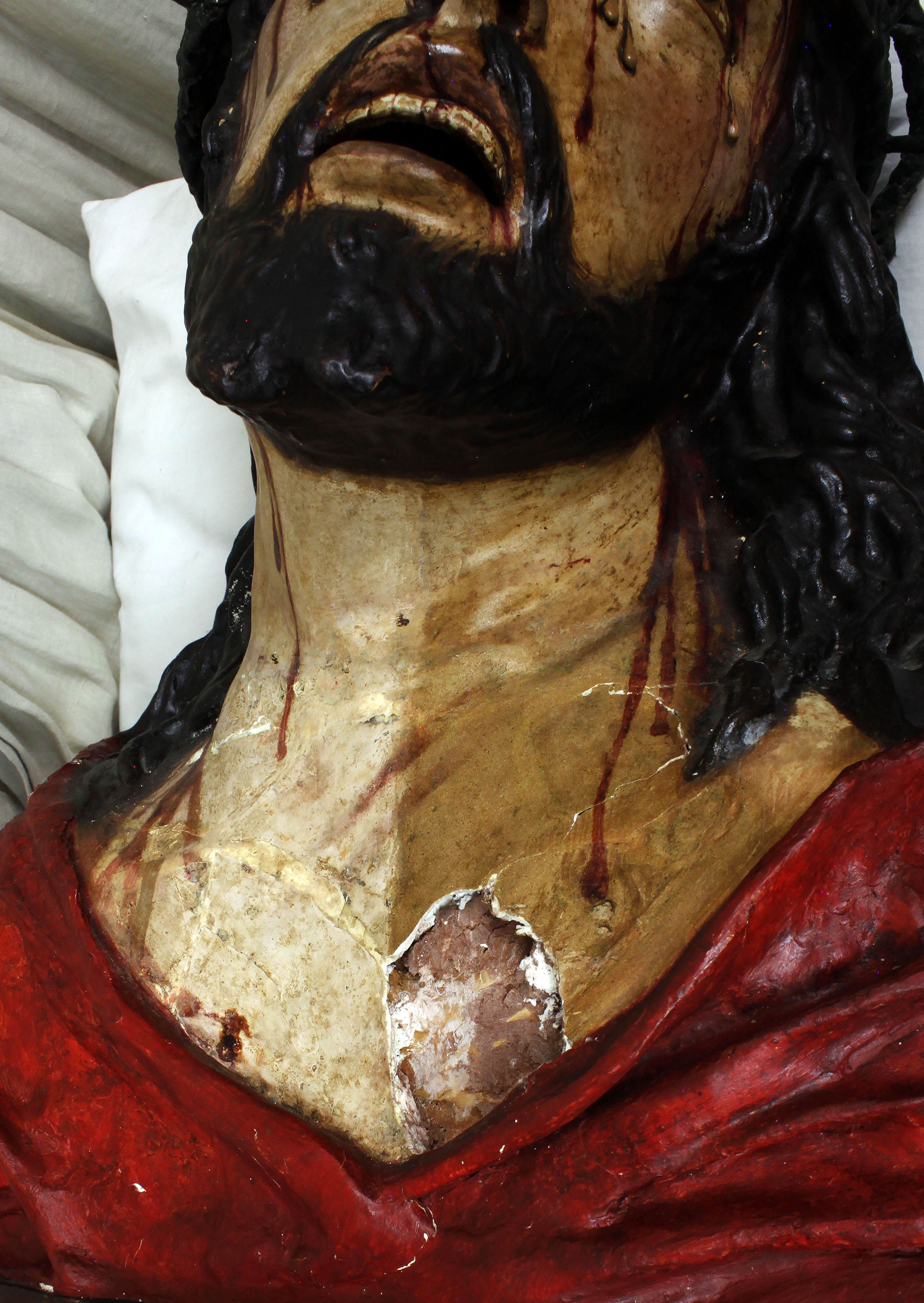
Restauración de la policromía del pecho (foto de la restauración, Meritxell Barroso)

## Procesiones y culto

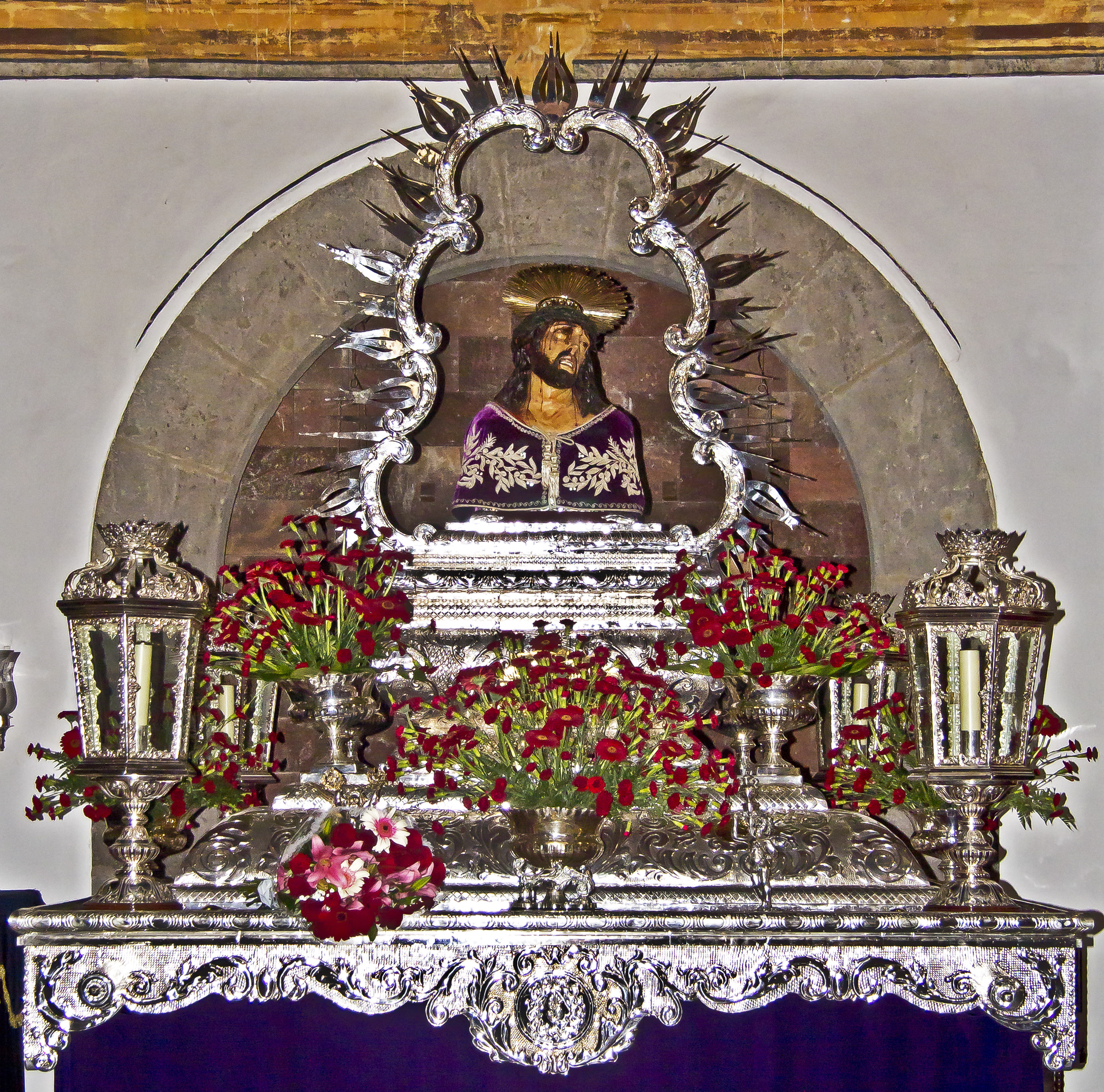
Imagen del Señor de las Tribulaciones en su trono procesional repujado en plata.

Previamente a los días principales de celebración de la Semana Santa se celebra en la Iglesia de San Francisco un quinario dedicado precisamente al Señor de Santa Cruz como anuncio de la llegada del tiempo de Cuaresma. Durante estos días también se celebra una misa por los cofrades difuntos y se imponen las medallas a los nuevos cofrades de la Real y Venerable Cofradía del Señor de las Tribulaciones.
Cada año la imagen del Señor de las Tribulaciones procesiona el Martes Santo por la noche por las calles del barrio del Toscal hasta la calle del Señor de las Tribulaciones para cumplir con el voto que hizo la capital en 1893 en gratitud por librarla de la epidemia del cólera, ya que, según la historia, por la presencia de la imagen en aquel lugar, paró el mal. Durante la procesión la imagen va acompañada por su cofradía, por el alcalde de la ciudad de Santa Cruz de Tenerife y demás representantes de distintas organizaciones de la capital tinerfeña. Al paso le acompaña la Banda de Música Municipal de Santa Cruz de Tenerife que interpreta la marcha fúnebre "El Adiós a la Vida" composición del italiano Giacomo Puccini. Es una procesión relativamente larga (aproximadamente cuatro horas) razón por la cual popularmente es considerada como la procesión de más duración de toda la isla de Tenerife. Es tradición que por las calles por donde pasa el cortejo se realicen alfombras con sal coloreada para recibir a la imagen, durante la procesión el Señor de Santa Cruz recibe los cantos de isas y una ofrenda floral de pétalos, que caen de los balcones y ventanas en forma de lluvia.
La imagen también procesiona el Viernes Santo por la tarde en la Procesión Magna de la Semana Santa de Santa Cruz de Tenerife presidida por el Obispo de la Diócesis de Tenerife y por las máximas autoridades de la ciudad. El Cristo va acompañado por las imágenes de pasión de la Iglesia de San Francisco de Asís, entre ellas: la Santísima Virgen de la Amargura, San Juan Evangelista, el Cristo de la Buena Muerte, María Santísima de la Soledad e Insignias de la Pasión y la Entrada Triunfal de Jesús en Jerusalén. Estas y otras imágenes se integran en la Procesión Magna junto a otras tallas provenientes de diferentes iglesias del centro de Santa Cruz y recorren las calles de la ciudad.
Cada tercer viernes de mes, se lleva a cabo la conmemoración mensual al Señor de las Tribulaciones, con la celebración de la eucaristía. Finalizada la misma, veneración de la Sagrada Imagen del Cristo, plegaria y canto de su himno.

## Himno del Señor de las Tribulaciones
El Himno del Cristo expresa la devoción del pueblo santacrucero o chicharrero, así como el milagro de la salvación de la ciudad de la epidemia y su procesión anual:
Señor de las Tribulaciones te invocamos con fervor, los hijos de Santa Cruz te quieren con devoción.
En la tribulación te invocamos de la peste nos libraste, con fe en ti confiamos, nuestro pueblo tú salvaste.
El pueblo chicharrero te aclama que siempre en Ti confía, pone en Ti su esperanza nunca de Ti se olvida.
Señor de las Tribulaciones te invocamos con fervor, los hijos de Santa Cruz te quieren con devoción.
El barrio de Toscal te venera y recuerda tus favores, y en el Martes Santo te cubre todo de flores.
Bajo tu protección milagrosa Tú nos escuchas y atiendes cuando pedimos con fe, toda gracia nos concedes.
Señor de las Tribulaciones te invocamos con fervor, los hijos de Santa Cruz te quieren con devoción.

## Oración popular
Una antigua y popular oración del Señor de las Tribulaciones dice así:

"Señor de las Tribulaciones. / Ante tu imagen venerada / quiero reconocer mi maldad y mi pecado, / pero confío en tu bondad infinita / y en tu perdón, te amo y quiero amarte siempre. / Renuévame, Señor. / Hazme de malo, bueno, de pecador ingrato, / amigo fiel tuyo hasta la muerte. / Mírame, Señor de las Tribulaciones, como hijo consagrado a Ti. / Te lo pido por la intersección de nuestra Madre, la Virgen de la Soledad. / A ti que vives y reinas por los siglos de los siglos. / Amén".

## Otros datos
El Señor de las Tribulaciones es, para la ciudad de Santa Cruz de Tenerife, una devoción homónima del culto del Cristo de la Vera Cruz en Las Palmas de Gran Canaria, puesto que ambos representan las dos principales devociones cristíferas de ambas capitales canarias. El Cristo de la Vera Cruz como patrono del ayuntamiento y de la ciudad de Las Palmas de Gran Canaria, y el Señor de las Tribulaciones bajo el título de Señor de Santa Cruz en la ciudad de Santa Cruz de Tenerife.